# يان هندريكس
يان هندريكس (بالألمانية: Jan Hendriks)‏ (و. 1928 – 1991 م) هو ممثل، وممثل صوت، من ألمانيا، ولد في برلين، توفي في برلين، عن عمر يناهز 63 عاماً.

## وصلات خارجية
- يان هندريكس على موقع IMDb (الإنجليزية)
- يان هندريكس على موقع مونزينجر (الألمانية)
- يان هندريكس على موقع ألو سيني (الفرنسية)
- يان هندريكس على موقع أول موفي (الإنجليزية)
- يان هندريكس على موقع قاعدة بيانات الأفلام السويدية (السويدية)
- يان هندريكس على موقع قاعدة بيانات الفيلم (الإنجليزية)
- يان هندريكس على موقع كينوبويسك (الروسية)